# Gerhard Harig
Gerhard Harig (Niederwürschnitz, 31 de julho de 1902 - Leipzig, 13 de outubro de 1966) foi um físico alemão.
Após a tomada do poder pelos nazis, em março / abril de 1933, Harig foi preso e detido no campo de concentração de Buchenwald. Embora fosse activo no Partido Comunista da Alemanha (KPD), ele foi libertado em outubro de 1933 e fugiu para a União Soviética.